# Groovy Server Pages
Groovy Server Pages (GSP) — язык со схожим синтаксисом JSP. Рассчитан для создания веб-приложений. Используется в веб-фреймворке Grails, для которого является базовой технологией. GSP позволяет смешивать статический и динамический контент на одной странице. В качестве ответа на запрос клиента генерируется страницы в разметке HTML, XML.
Пример GSP кода:
```
 
<
html
>

   
<
head
><
/head>

   <body>

     <%def string = 'hello world'%>

     <h1>${string}</
h1
>

   
<
/body>

 </
html
>

```